# M4.2
Die M4.2 (bosnisch/kroatisch Magistralna cesta bzw. serbisch Магистрални пут/Magistralni put) ist eine Magistralstraße in Bosnien und Herzegowina. Sie führt von der kroatischen Grenze bei Velika Kladuša nach Srbljani zur M14.